# Masakr v Palmirách
Masakr v Palmirách byla série masových poprav probíhajících od prosince 1939 do července 1941, které provedly nacistické německé jednotky u vesnice Palmiry v Kampinoském pralese severozápadně od Varšavy. Oběťmi byli zejména odbojáři a Židé a zavražděno bylo okolo 1700 lidí.

## Okolnosti

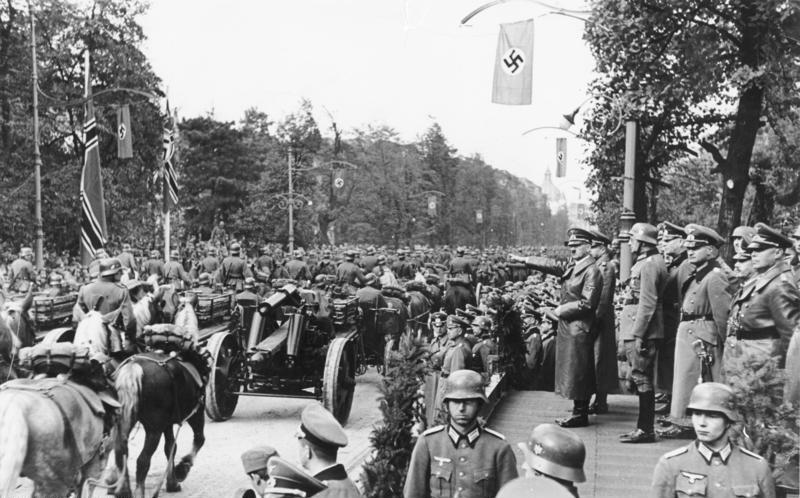
Adolf Hitler na návštěvě v dobyté Varšavě 5. října 1939

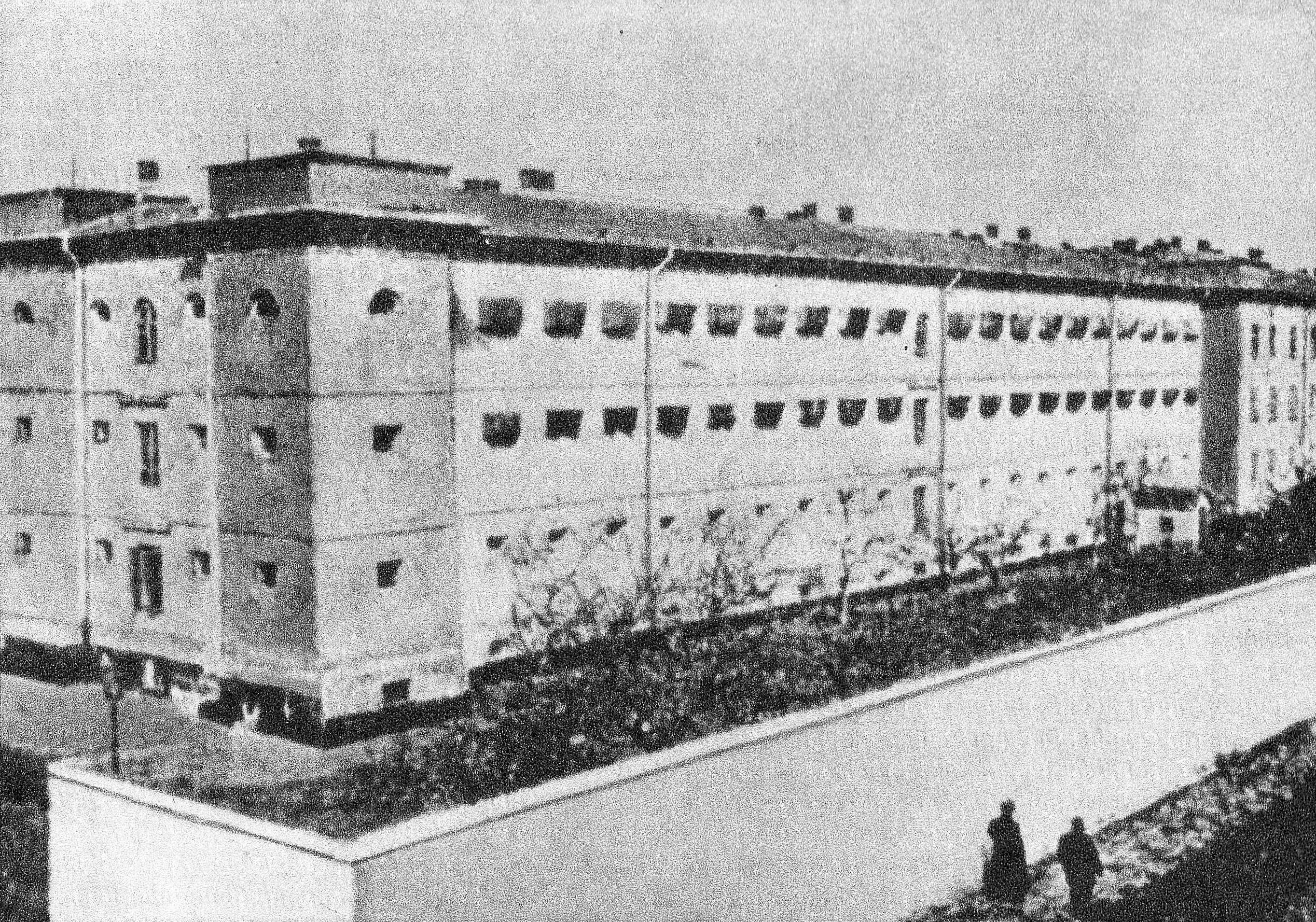
Věznice Pawiak před rokem 1939

Varšava byla nacistickými vůdci vnímána jako jedna z největších překážek jejich plánu na podmanění polského národa. Po nacistické invazi do Polska byla Varšava v nově vytvořeném Generálním gouvernementu redukována na provinční město. Zůstala však centrem polského kulturního života. Ve Varšavě sídlilo také vrchní velení polského podzemního státu a brzy se stala baštou ozbrojeného a politického odporu proti německé okupaci.
Polské hlavní město se vzdalo armádám wehrmachtu 28. září 1939. O tři dny později vstoupili do města příslušníci Einsatzgruppe IV pod vedením SS-Brigadeführera Lothara Beutela. Okamžitě provedli prohlídky ve veřejných i soukromých budovách a hromadně zatýkali. 8. října 1939 bylo zadrženo asi 354 polských učitelů a katolických kněží, neboť okupační úřady předpokládaly, že jsou „plni polského šovinismu“ a „vytvářejí obrovské nebezpečí“ pro veřejný pořádek. Brzy byly varšavské věznice a vazební věznice Pawiak, věznice Mokotów, Ústřední vazební věznice na Daniłowiczowské ulici a sklepy sídla gestapa na třídě Szucha 25 plné vězňů. Mnozí z vězňů byli deportováni do nacistických koncentračních táborů a mnoho dalších bylo zavražděno.
V prvních měsících německé okupace byli varšavští političtí vězni tajně popravováni v zadní části komplexu budov polského parlamentu (Sejmu) ve Wiejské ulici (v tzv. sejmových zahradách). Od října 1939 do dubna 1940 zde bylo zavražděno několik set lidí. Nacistické policejní orgány si však brzy uvědomily, že nebudou schopny udržet popravy v tajnosti, pokud budou prováděny v samém centru velkého města. Bylo rozhodnuto, že od té doby budou hromadné popravy prováděny na malém lesním paloučku v Kampinoském pralese, který se nachází poblíž obcí Palmiry a Pociecha, asi 30 km severozápadně od Varšavy.

## Modus operandi

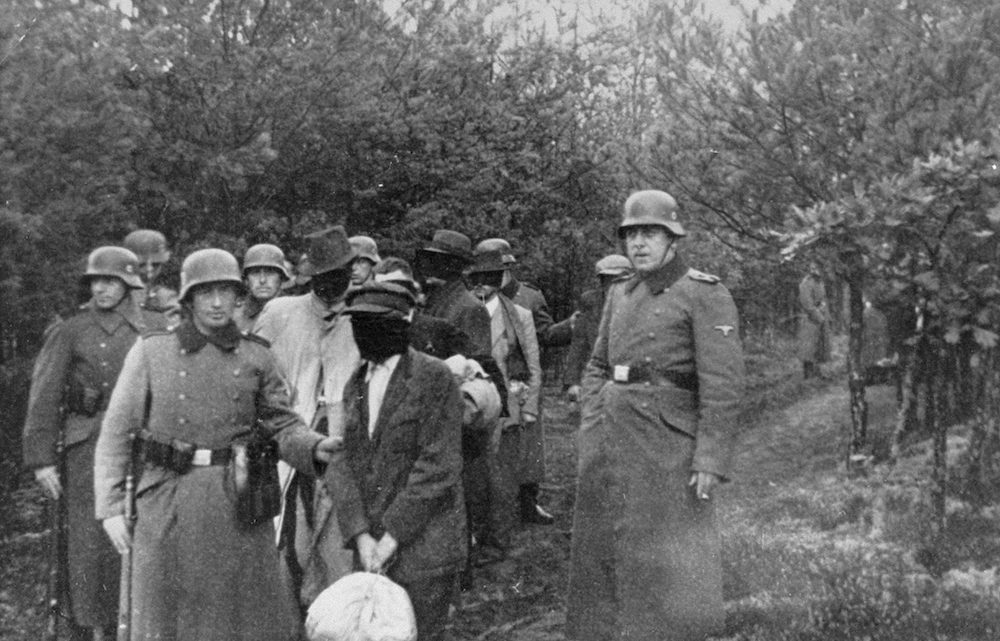
Vojáci odvádějí vězně k popravě

Popravy prováděli příslušníci Ordnungspolizei nebo jezdeckého pluku SS-Reiterei, který byl ubytován ve Varšavě. Dohlíželi na ně důstojníci gestapa pod vedením velitele SD a Sicherheitspolizei ve Varšavě, SS-Standartenführera Josefa Meisingera.
V každém případě byly hromadné popravy v Palmirách pečlivě připraveny. Masové hroby byly vždy vykopány několik dní před plánovanou popravou. Obvykle to dělala jednotka Arbeitsdienstu, která byla ubytována v Łomně, nebo příslušníci Hitlerjugend, kteří tábořili poblíž Palmir. Ve většině případů měly hroby tvar příkopu a byly více než 30 metrů dlouhé a 2,5 až 3 metry hluboké. Někdy byly pro menší skupiny odsouzených nebo pro jednotlivé oběti připraveny hroby nepravidelného tvaru, podobné přírodním terénním sesuvům nebo kráterům po výbuchu. Palouček, kde se popravy konaly, byl brzy rozšířen vykácením stromů. V den plánované popravy dostali polští lesní dělníci vždy volno. Německá policie mezitím podnikala intenzivní hlídkování v blízkosti mýtiny a v okolních lesích.

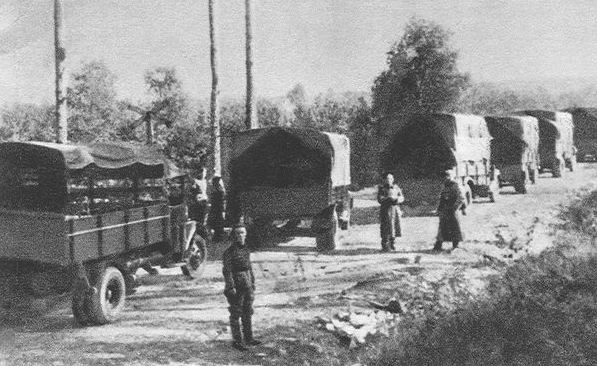
Transport smrti odjíždí prázdný z Palmir

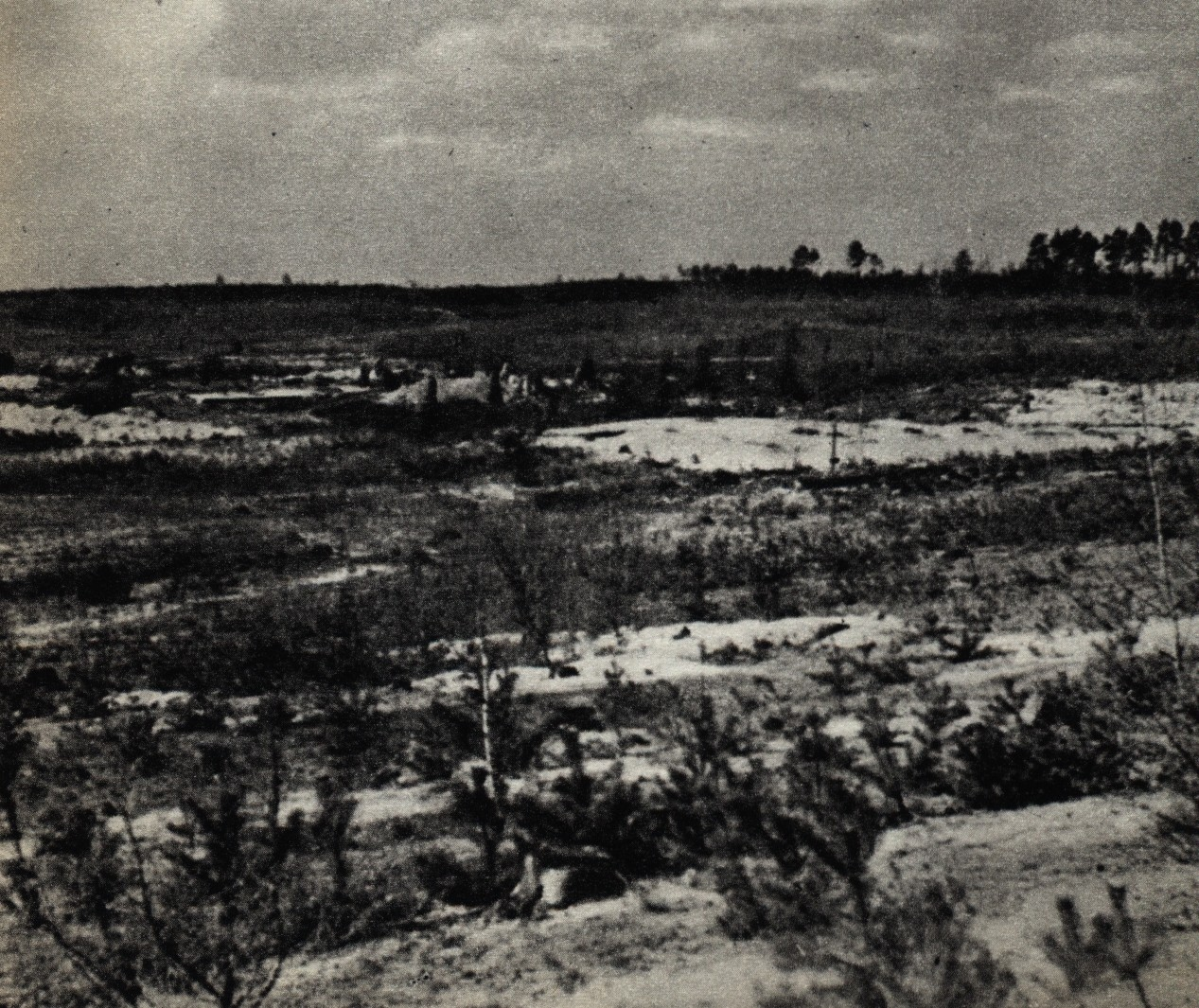
Palouk smrti (fotografie po válce)

Oběti byly na místo popravy dopravovány nákladními auty. Obvykle je přiváželi z věznice Pawiak, výjimečně z věznice Mokotów. Vojáci SS se snažili oběti přesvědčit, že je převezou do jiné věznice nebo do koncentračního tábora. Z tohoto důvodu se transporty smrti obvykle formovaly za soumraku a vězni si mohli vzít své věci s sebou. Někdy před odjezdem dostali odsouzení dodatečný příděl jídla a byly jim vráceny doklady z vězeňského depozitáře. Zpočátku byly tyto metody natolik účinné, že si vězni neuvědomovali, jaký osud je čeká. Později, když se pravda o dění v Palmirách rozšířila po Varšavě, se některé oběti snažily z nákladních aut vyhazovat krátké dopisy nebo drobné věci v naději, že tak budou moci o svém osudu informovat své rodiny. Při poválečných exhumacích byla u některých těl nalezena kartička s nápisem „Popraveni v Palmirách“, kterou oběti napsaly krátce před svou smrtí.
Na mýtině byla vězňům odebrána zavazadla, mohli si však ponechat doklady a drobné věci. Židé si mohli ponechat žluté odznaky a lidé, kteří pracovali v Pawiackém lazaretu, si mohli ponechat odznaky se symbolem Červeného kříže. Někdy byly vězňům svázány ruce a zavázány oči. Oběti pak byly odvedeny na okraj hrobu a popraveny střelbou ze samopalu. Někdy byly oběti nuceny držet za zády dlouhou tyč nebo žebřík. Takové podpěry byly později spuštěny tak, aby těla padala do hrobu v rovnoměrné vrstvě. Poválečná exhumace prokázala, že zraněné oběti byly někdy pohřbeny zaživa. Příslušníci SS a OrPo popravy fotografovali, dokud to SS-Standartenführer Meisinger nezakázal, jak se stalo 3. května 1940. Po skončení popravy byly hroby zasypány, pokryty mechem a jehličím a poté osázeny mladými borovicemi. Rodiny obětí byly později nacistickými úřady informovány, že jejich příbuzní „zemřeli přirozenou smrtí“.
Přes veškerou snahu se nacistům nepodařilo masakry utajit. Místní polští obyvatelé, zejména lesní dělníci a obyvatelé Palmirů a Pociecha, měli mnoho příležitostí pozorovat transporty smrti a slyšet výstřely. Několikrát také viděli skupiny odsouzenců vedených na místo popravy. Pravdu o masakru v Palmirách pomohl odhalit lesník Adam Herbański a jeho podřízení z polské lesní služby. S nasazením života navštěvovali po popravách lesní mýtinu (obvykle v noci), aby tajně označili masové hroby. Také několik fotografií pořízených katy v Palmirách bylo ukradeno členy Svazu ozbrojeného boje.

## Časová osa poprav

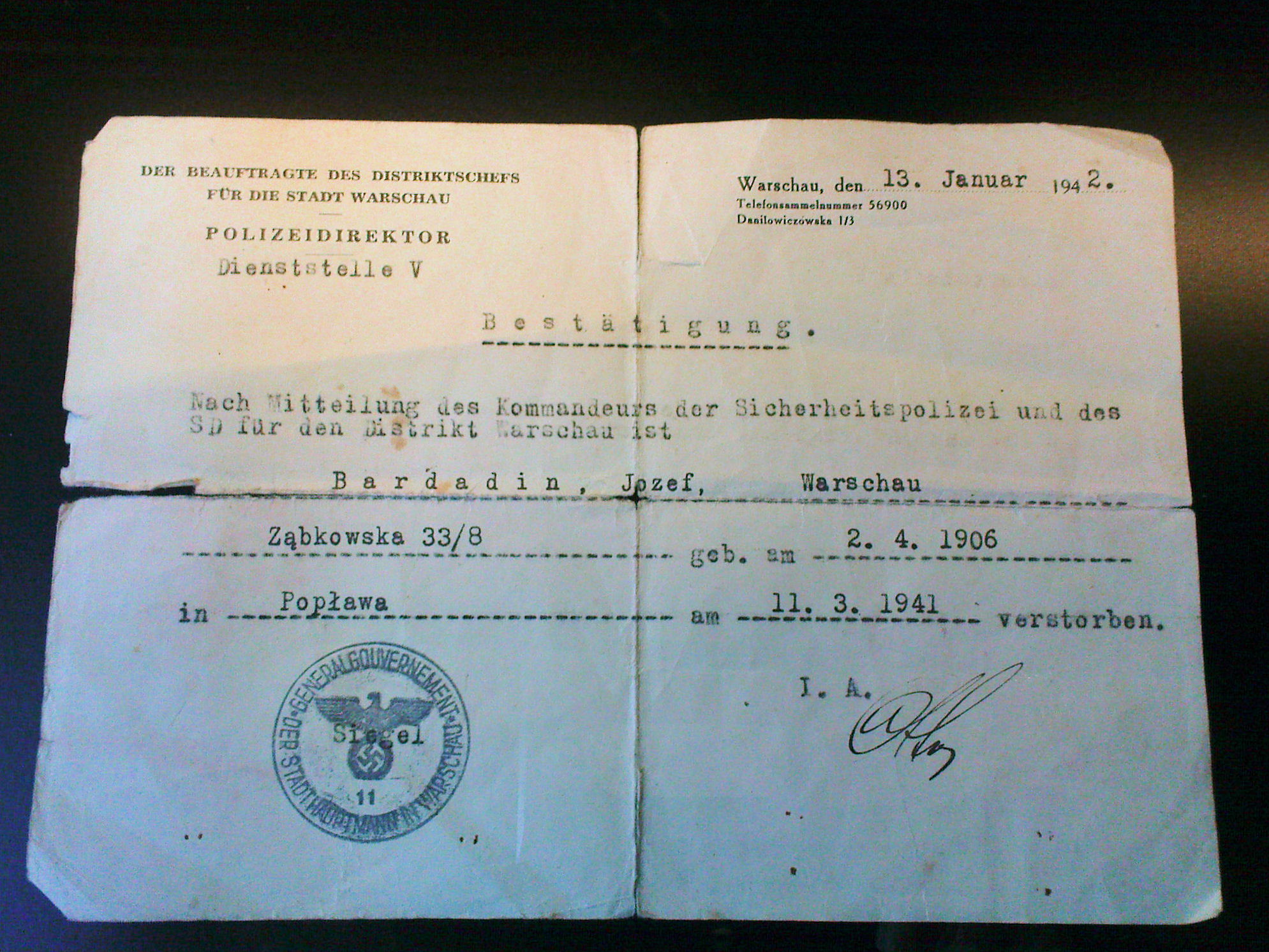
Oficiální oznámení o úmrtí popraveného vězně

### První popravy
První popravy na lesní mýtině u Palmir se uskutečnily pravděpodobně 7. a 8. prosince 1939, kdy bylo zavražděno 70 a 80 lidí. Podle vojáků Wehrmachtu, kteří hlídali nedaleký muniční sklad, byly všechny oběti židovského původu. Tuto informaci však není možné potvrdit. Další poprava byla provedena 14. prosince 1939, kdy bylo zastřeleno 46 osob. Přinejmenším část obětí pocházela z Pruszkowa. Byl mezi nimi Stanisław Kalbarczyk, polský učitel z Pruszkowa, a dvě neznámé ženy.
Okolnosti poslední hromadné popravy provedené v Palmirách v roce 1939 jsou alespoň částečně známy. Podle Marie Wardzyńské (polské historičky zaměstnané v Institutu národní paměti) však bylo v Palmirách do konce roku 1939 tajně popraveno nejméně 70 dalších osob.

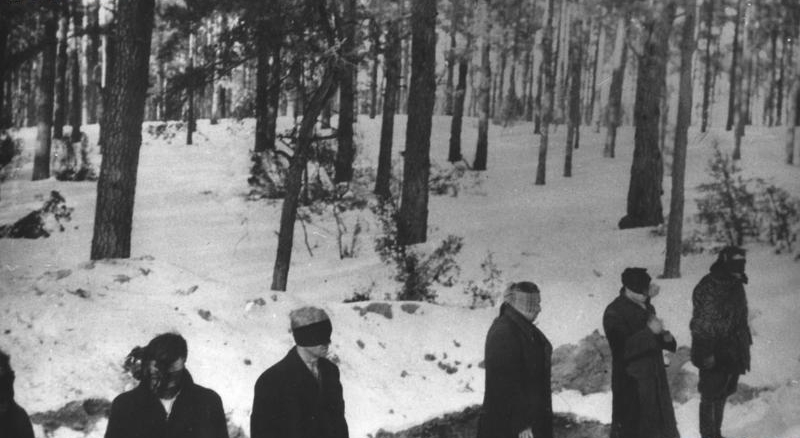
Fotografie z popravy

V lednu a únoru 1940 gestapo infiltrovalo a rozdrtilo podzemní organizaci Polska Ludowa Akcja Niepodległościowa (PLAN, Polská lidová akce nezávislosti). Dne 14. ledna uprchl ze sídla gestapa na třídě Szucha velitel PLAN Kazimierz Andrzej Kott. Brzy poté bylo ve Varšavě zatčeno několik set lidí, mezi nimi 255 předních židovských intelektuálů. 21. ledna bylo u Palmir popraveno asi 80 rukojmích, včetně dvou žen. Mezi oběťmi byl i Marceli Nowakowski (rektor kostela Nejsvětějšího Spasitele ve Varšavě a bývalý poslanec Sejmu) a 36 Židů (včetně advokáta Ludwika Dyzenhause, zubaře Franciszka Sturma a šachového mistra Dawida Przepiórky). Dalších 118 osob zatčených po Kottově útěku, většinou Židů, bylo pravděpodobně zavražděno v prvních měsících roku 1940.
Podle Marie Wardzyńské bylo v lednu 1940 v Palmirách popraveno také asi 40 obyvatel Zakroczymu. Mezi nimi byl i starosta Zakroczymu Tadeusz Henzlich.
Další hromadná poprava v Palmirách byla provedena 26. února 1940. V odvetě za smrt německého starosty Legionowa, který byl dva dny předtím zavražděn neznámými pachateli, bylo na „mýtině smrti“ zavražděno asi 190 osob. Mezi oběťmi bylo i šest žen. Ve většině případů pocházely oběti této popravy z Legionowa nebo z okolních lokalit.

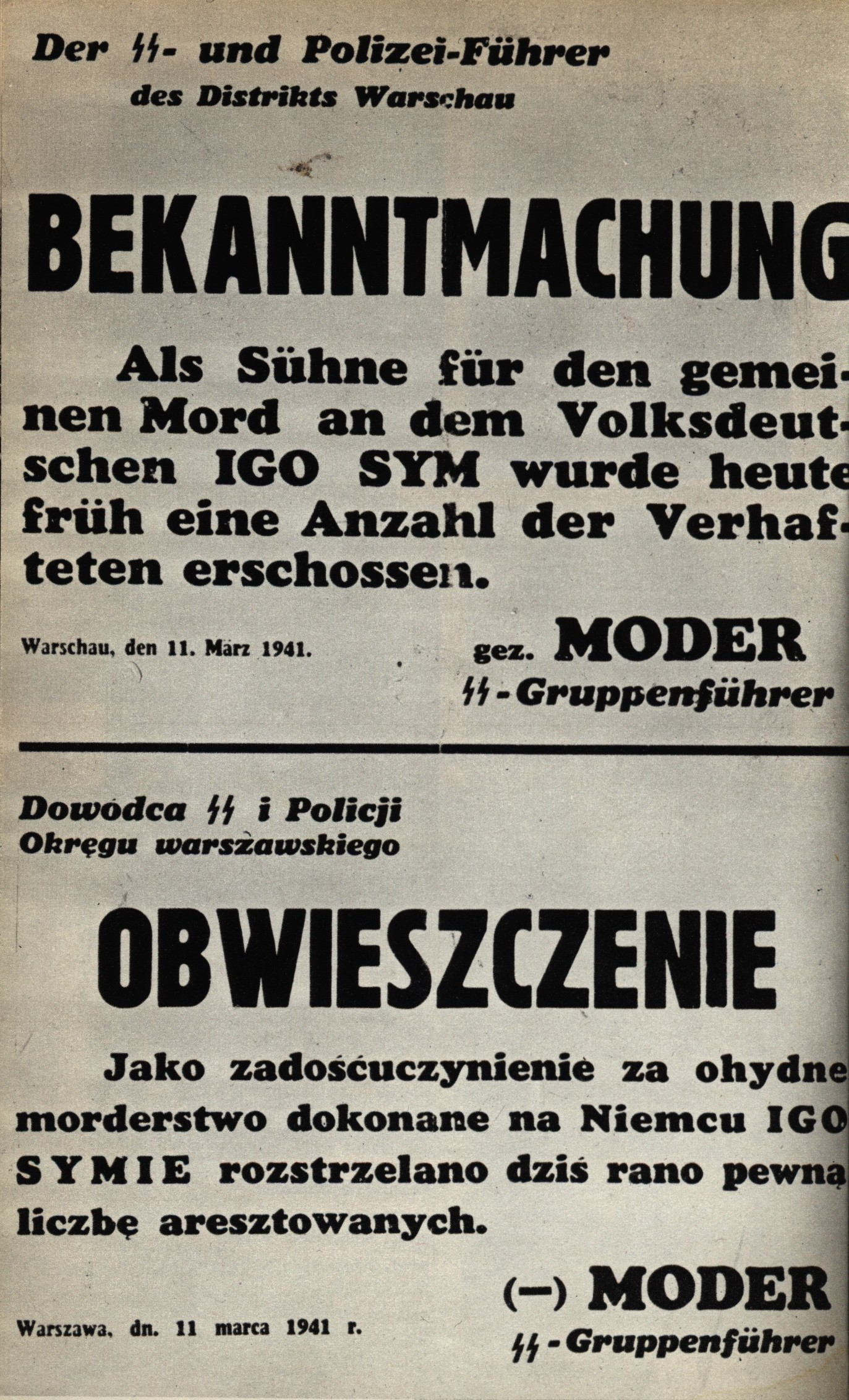
Oznámení Paulem Moderem, oznamující popravu „několika Poláků“ jako odvetu za smrt Igo Syme, kolaboranta a agenta gestapa.

V noci 28. března 1940 vnikli němečtí policisté do domu na Sosnové ulici ve Varšavě, kde měl svůj konspirační byt Józef Bruckner, velitel podzemní organizace Wilki. Bruckner a jeho pobočník zahájili na policisty palbu a po krátkém boji z domu uprchli. V odvetě Němci zatkli 34 polských mužů, kteří v tomto domě bydleli (ve věku od 17 do 60 let). Všichni byli 23. dubna 1940 zavražděni v Palmirách.
Dne 2. dubna 1940 bylo v Palmirách zavražděno asi 100 vězňů z věznic Pawiak a Mokotów. Poprava byla provedena jako odveta za atentát na dva německé vojáky ve Varšavě. Mezi oběťmi byli Jan Krawczyk (teolog, farář katolické farnosti ve Wilanowě), Bogumił Marzec (advokát), Stefan Napierski (literární kritik, redaktor literárního měsíčníku Ateneum), Bohdan Offenberg (zástupce ředitele Fondu práce), Zbigniew Rawicz-Twaróg (kapitán polské armády), Jacek Szwemin (architekt) a 27 žen.
Podle polských historiků bylo v Palmirách od prosince 1939 do dubna 1940 popraveno 700 až 900 osob.

### AB-aktion
Na jaře 1940 se nejvyšší představitelé NSDAP a SS v Generálním gouvernementu rozhodli provést rozsáhlou policejní operaci zaměřenou na likvidaci polské politické, kulturní a společenské elity. Masové vyvražďování polských politiků, intelektuálů, umělců, společenských aktivistů a také osob podezřelých z potenciální protinacistické činnosti bylo považováno za preventivní opatření, které mělo udržet polský odboj rozptýlený a zabránit Polákům v povstání během plánované německé invaze do Francie. Tato operace dostala krycí název AB-Aktion (zkratka z Außerordentliche Befriedungsaktion). oficiálně trvala od května do července 1940 a vyžádala si nejméně 6500 obětí.
Koncem března 1940 zasáhla Varšavu a okolní města vlna zatýkání. Během následujících dvou měsíců byly v Pawiaku zadrženy a uvězněny stovky polských intelektuálů a předválečných politiků. 20. dubna gestapo zatklo v budově varšavské Advokátní komory 42 polských advokátů. Dne 10. května okupanti zadrželi více než desítku ředitelů polských škol, kteří navzdory německému interdiktu uzavřeli své školy na Den ústavy 3. května. S nástupem AB-Aktion se zvýšila četnost a počet poprav v Palmirách.
První hromadná poprava provedená v Palmirách v rámci AB-Aktion se uskutečnila 14. června 1940. Toho dne bylo zavražděno asi 20 osob, mezi nimi i polský historik Karol Drewnowski a jeho syn Andrzej.
Nejlépe zdokumentovaný masakr se odehrál ve dnech 20. a 21. června 1940, kdy byly z Pawiaku vypraveny tři transporty s 358 vězni na popraviště u Palmir. Mezi oběťmi byli:
- Maciej Rataj (politik, bývalý maršálek Sejmu)
- Mieczysław Niedziałkowski (politik Polské socialistické strany)
- Jan Pohoski (předválečný náměstek prezidenta Varšavy)
- Ludomir Skórewicz (předválečný starosta varšavského okresu)
- Halina Jaroszewiczová (politička, bývalá poslankyně)
- Henryk Brun (průmyslník, bývalý poslanec, předseda Svazu polských obchodníků)
- Janusz Kusociński (atlet, vítěz závodu na 10 000 m na letních olympijských hrách 1932, odbojář)
- Feliks Zuber (atlet, místopředseda sportovního klubu "Warszawianka")
- Tomasz Stankiewicz (dráhový cyklista, účastník letních olympijských her 1924)
- Jan Wajzer (doktor práv, generální tajemník Polského svazu ve Svobodném městě Gdaňsku)
- Stefan Kwiatkowski (místopředseda Sdružení učitelů středních škol a škol třetího stupně)
- Władysław Dziewałtowski-Gintowt, Tadeusz Fabiani, Edmund Grabowski, Czesław Jankowski, Stanisław Jezierski, Józef Krasuski, Jerzy Niżałowski, Józef Starzewski, Wacław Tyrchowski (advokáti)
- Stanisław Beer, Jadwiga Fuks, Maria Witkowska (malíři)
- Helena Łopuszańska (herečka)
- Agnieszka Dowbor-Muśnicka (odbojářka a dcera generála Józefa Dowbora-Muśnického)
- Alicja Bełcikowska, Jan Bełcikowski, Grzegorz Krzeczkowski, Wojciech Kwasieborski, Tadeusz Lipkowski, Jan Werner (spisovatelé a publicisté)

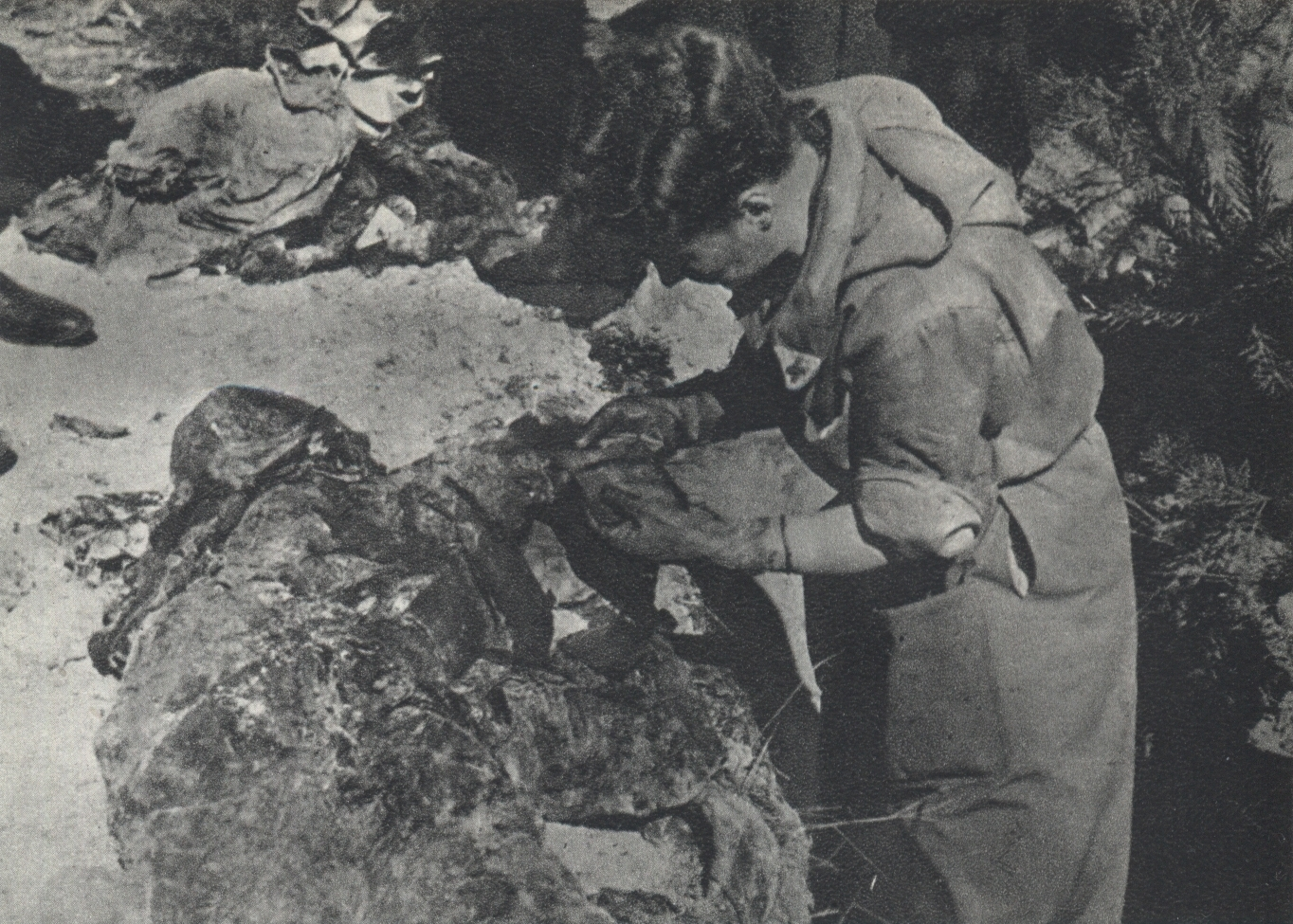
Exhumace v roce 1946

### Poslední popravy

#### 1940
Dne 23. července 1940 generální guvernér Hans Frank oficiálně oznámil konec AB-Aktion. Přesto masakry v Palmirách pokračovaly ještě více než rok. Dne 30. srpna 1940 bylo na lesní pasece popraveno nejméně 87 osob. Mezi oběťmi byla řada lidí, kteří byli o tři měsíce dříve zatčeni ve Włochách.
Další hromadná poprava byla provedena 17. září 1940, kdy bylo na lesní mýtině u Palmiry zavražděno asi 200 vězňů z Pawiaku, včetně 20 žen. Podle Reginy Domańské tento masakr mohl souviset s odhalením podzemní tiskárny ve Lwowské ulici ve Varšavě.

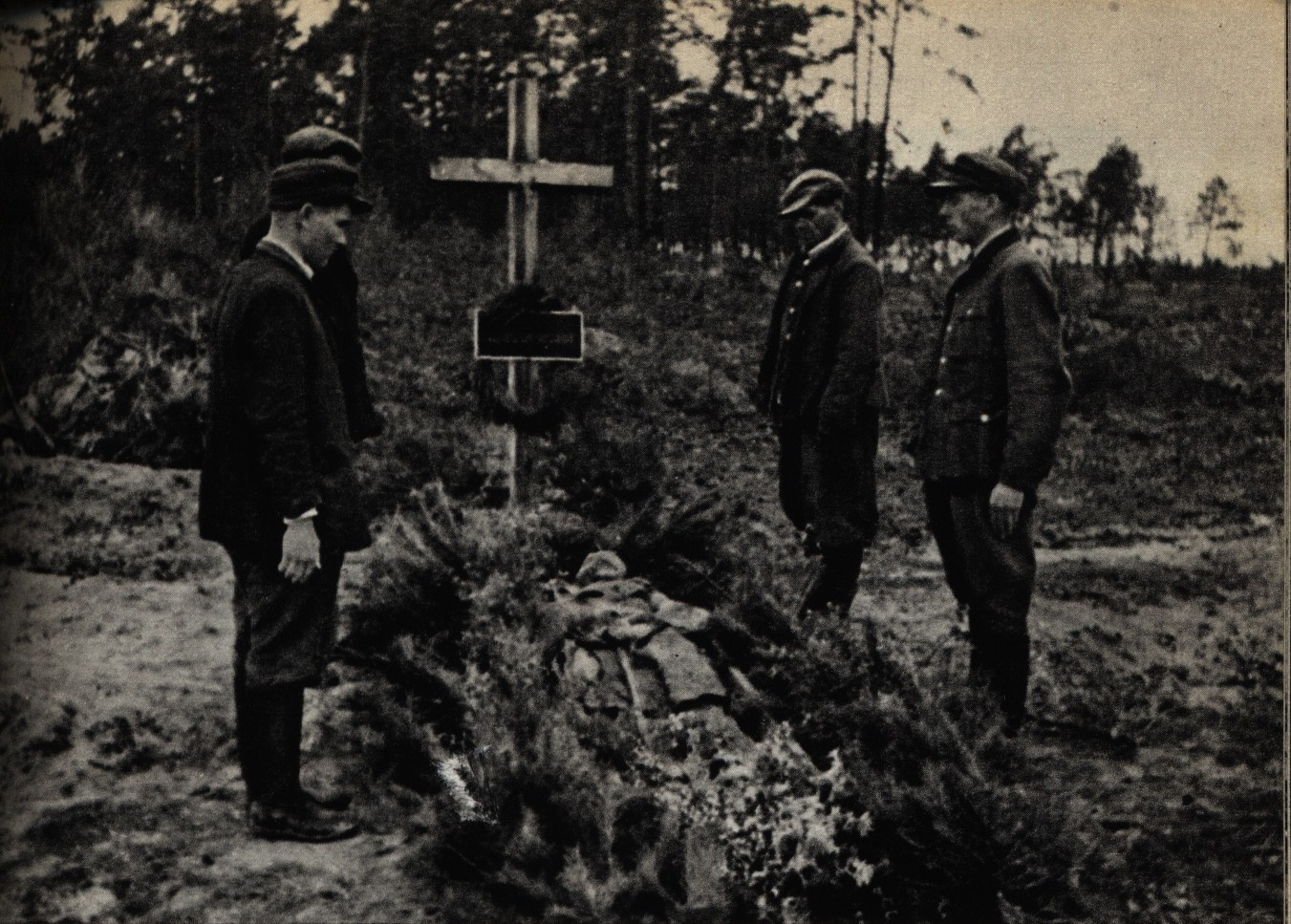
Pohřeb Mieczysława Niedziałkowskeho po exhumaci v roce 1945

Jednalo se o poslední popravu provedenou v Palmirách v roce 1940, jejíž okolnosti jsou alespoň částečně známy. Během poválečné exhumace však byly na lesní pasece nalezeny tři masové hroby naplněné 74, 28 a 24 mrtvolami. Je jisté, že první dva z nich byly zasypány a pohřbeny v zimě 1940, zatímco třetí byl pravděpodobně vykopán v zimě 1940 nebo 1939. Okolnosti těchto masakrů se polským historikům nepodařilo zjistit. Podle Reginy Domańské bylo 4. prosince 1940 v Palmirách popraveno asi 27 vězňů z Pawiaku, podle Marie Wardzyńské mohlo být v zimě 1940 v Palmirách zavražděno až 260 lidí.

#### 1941
Dne 7. března 1941 byl vojáky Svazu ozbrojeného boje zavražděn herec Igo Sym, známý nacistický kolaborant a agent gestapa. Jako odplata bylo o čtyři dny později v Palmirách popraveno 21 vězňů Pawiaku. Mezi oběťmi byli Stefan Kopeć (biolog, profesor Varšavské univerzity) a Kazimierz Zakrzewski (historik, profesor Varšavské univerzity). Dne 1. dubna 1941 bylo v Palmirách popraveno asi 20 mužů z Łowicze. Mezi oběťmi byl i náměstek starosty města Łowicz Adolf Kutkowski.
Další masakr se odehrál 12. června 1941, kdy bylo v Palmirách zavražděno 30 vězňů z Pawiaku, včetně 14 žen. Mezi oběťmi byli mimo jiné: Witold Hulewicz (básník a rozhlasový novinář), Stanisław Piasecki (pravicový politik a literární kritik), Jerzy Szurig (právník, syndikalista), Stanisław Malinowski (advokát). Poslední známá hromadná poprava v Palmirách byla provedena 17. července 1941, kdy bylo na lesní pasece zavražděno 47 osob, většinou vězňů z Pawiaku. Mezi oběťmi byl i Zygmunt Dymek (novinář a dělnický aktivista) a šest žen.

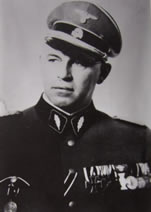
SS-StandartenführerJosef Meisinger

Po 17. červenci 1941 přestaly německé úřady využívat lesní mýtinu v Palmirách jako místo hromadných poprav. Důvodem bylo pravděpodobně uvědomění, že polský odboj a civilní obyvatelstvo dobře vědí, co se v Palmirách děje.

## Po válce

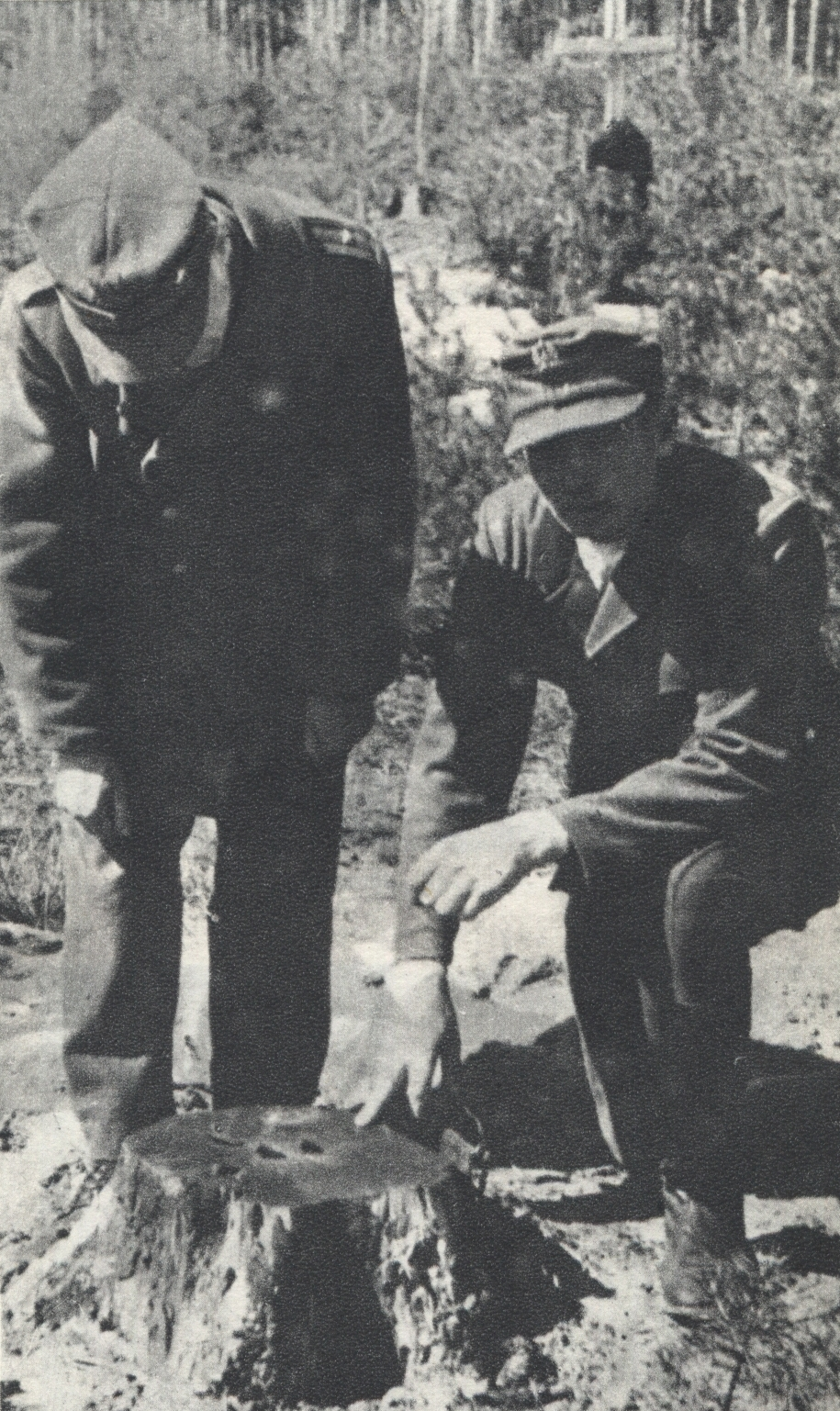
Vyšetřování po válce. Zleva: Stanisław Płoski (předseda Komise pro vyšetřování nacistických zločinů ve Varšavě), Adam Herbański (polský lesník, který v době německé okupace tajně označoval masové hroby).

### Odpovědnost za masakry
Plnou odpovědnost za akce SS a německé policie ve Varšavě v období od podzimu 1939 do léta 1941, a tedy i za zločiny v Palmirách, nesou především guvernér varšavského okresu Ludwig Fischer a tehdejší SS-Gruppenführer Paul Moder, velitel SS a policie ve varšavském okrese. Dne 3. března 1947 byl Fischer rozsudkem Nejvyššího národního soudu odsouzen k trestu smrti. Moder zemřel v roce 1942 na východní frontě.
Zvláštní roli při vyhlazovací akci v Palmirách však sehrál jim podřízený SS-Standartenführer Josef Meisinger, který od listopadu 1939 do března 1941 zastával funkci velitele německé bezpečnostní policie a bezpečnostní služby (KdS) ve Varšavě a byl osobně odpovědný za realizaci operace AB na území varšavského okresu. Dne 3. března 1947 byl Meisinger rozsudkem Nejvyššího národního soudu odsouzen k trestu smrti.

### Vyšetřování
Po válce zahájil Polský červený kříž za podpory Hlavní komise pro vyšetřování německých zločinů v Polsku v Palmirách pátrací a exhumační proces. Práce probíhaly od 25. listopadu do 6. prosince 1945 a později od 28. března do prvních měsíců léta 1946. Díky Adamu Herbańskému a jeho podřízeným z polské lesní služby, kteří v letech okupace s nasazením vlastního života označovali místa poprav, se polským vyšetřovatelům podařilo najít 24 masových hrobů. Bylo exhumováno více než 1700 mrtvých těl, ale pouze 576 z nich bylo identifikováno. Později se polským historikům podařilo identifikovat jména dalších 480 obětí. Je možné, že některé hroby stále leží neobjevené v lese u Palmir.

### Vzpomínka
V roce 1948 byla lesní mýtina u Palmir přeměněna na válečný hřbitov a mauzoleum. Na palmirském hřbitově byly pohřbeny i oběti nacistického teroru, jejichž těla byla nalezena na některých dalších popravištích v rámci tzv. varšavského kruhu smrti. Celkem je zde pohřbeno přibližně 2204 osob. V roce 1973 bylo v Palmirách zřízeno Muzeum Národního památníku Palmiry, pobočka Muzea Varšavy.
P. Zygmunt Sajna, který byl zavražděn v Palmirách 17. září 1940, je jedním ze 108 polských mučedníků druhé světové války, které 13. června 1999 blahořečil papež Jan Pavel II. P. Kazimierz Pieniążek (člen Kongregace vzkříšení), další oběť palmirského masakru, získal titul služebníka Božího. V současné době je jedním ze 122 polských mučedníků druhé světové války zařazených do beatifikačního procesu zahájeného v roce 1994.
Palmiry se staly, jak říká Richard C. Lukas, „jedním z nejznámějších míst masových poprav“ v Polsku, prezident Bronisłav Komorowski označil masakr nazývají jako „druhou Katyň“.

### Filmy
Scény z poprav prováděných Němci v Palmirách byly zachyceny ve filmu Ostatnie okrążenie (Poslední obklíčení) a ve válečných seriálech Polskie drogi (6. díl) a Czas honoru (1. a 37. díl). Masakru v Palmirách je také věnován dokumentární film „Palmiry. Polská Katyň“ z cyklu „Polsko a svět s historií v pozadí“.

Památník a hřbitov v Palmirách
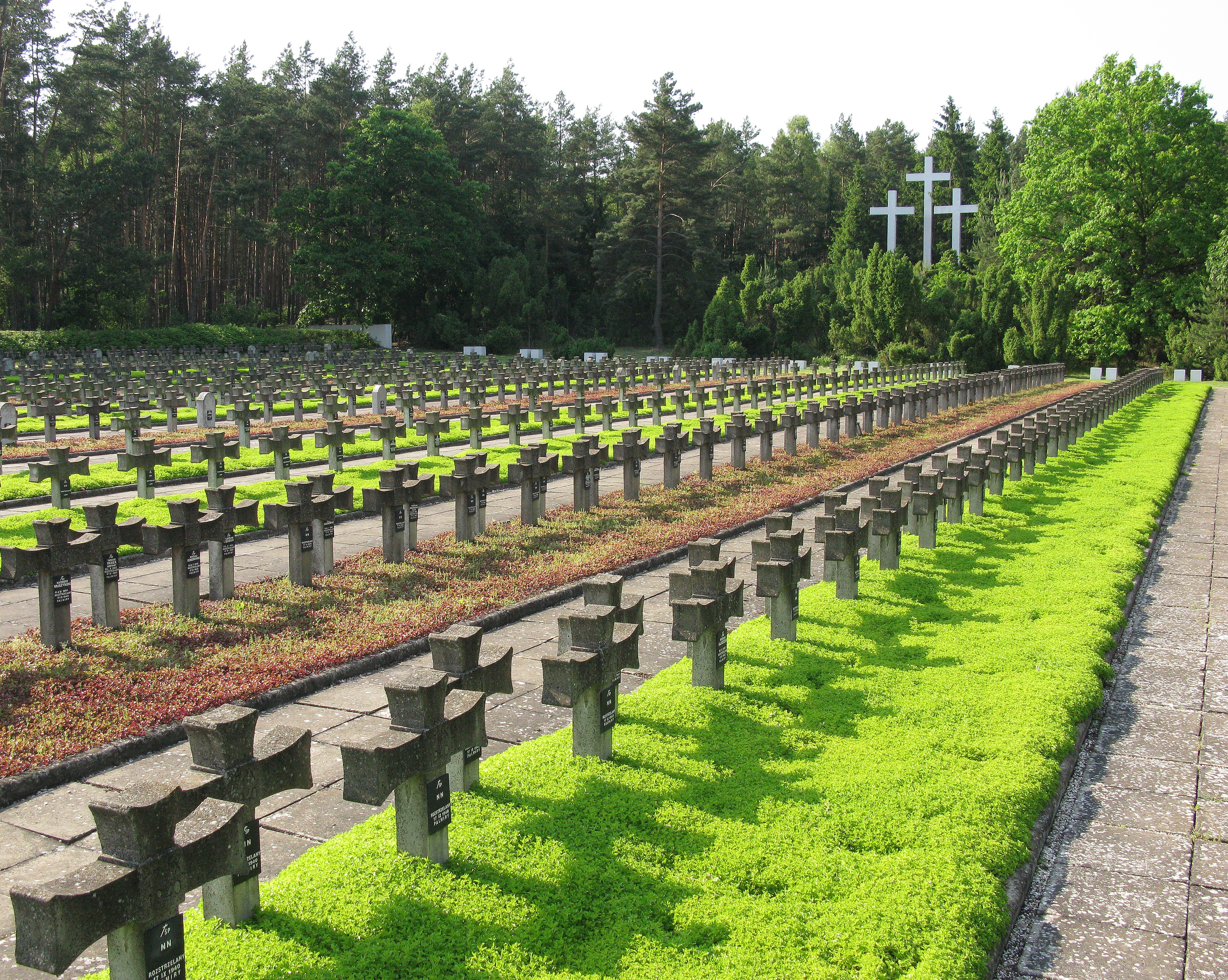
Hřbitov na místě památníku v Palmirách
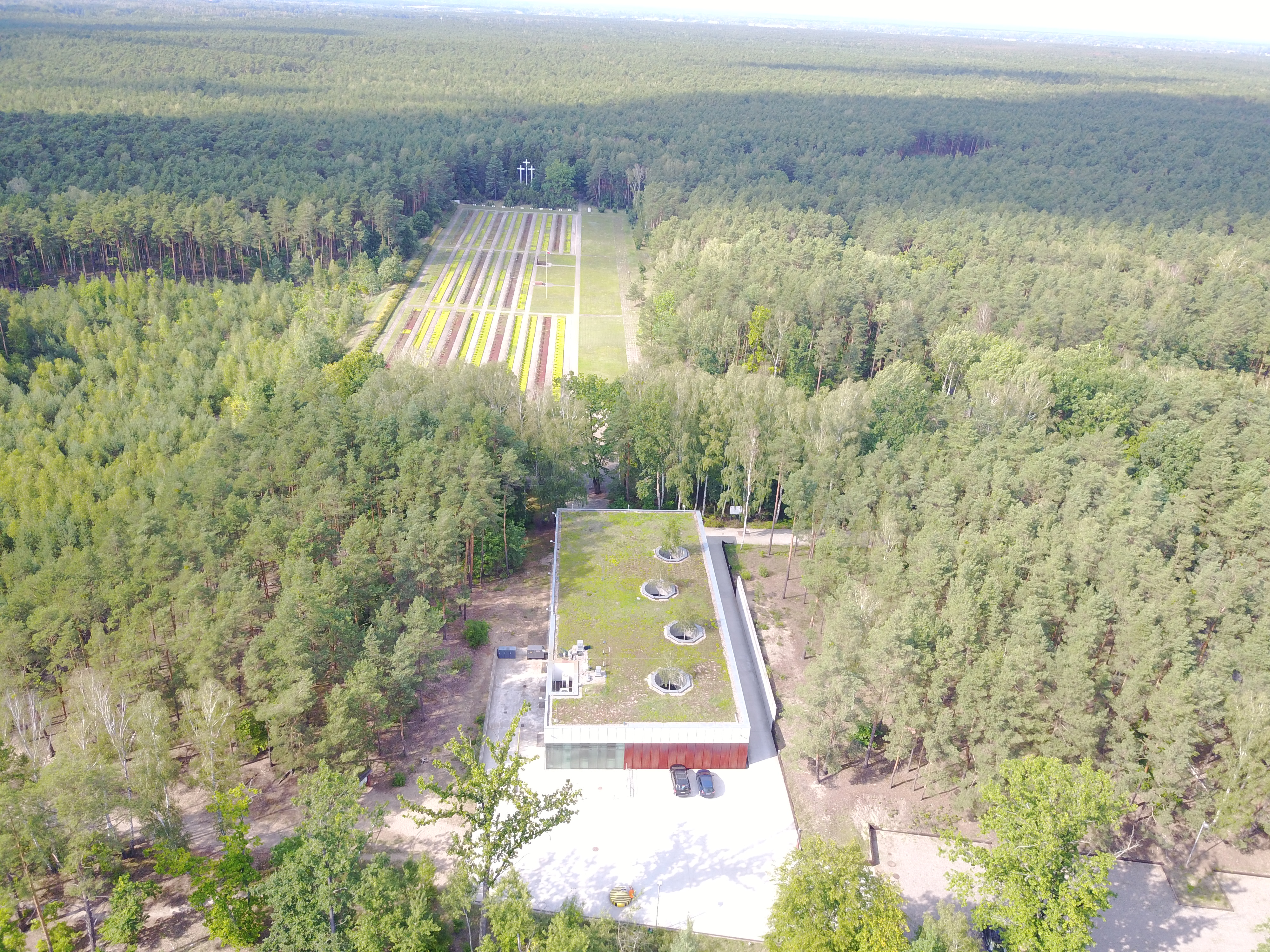
Letecká fotka památníku v Palmirách
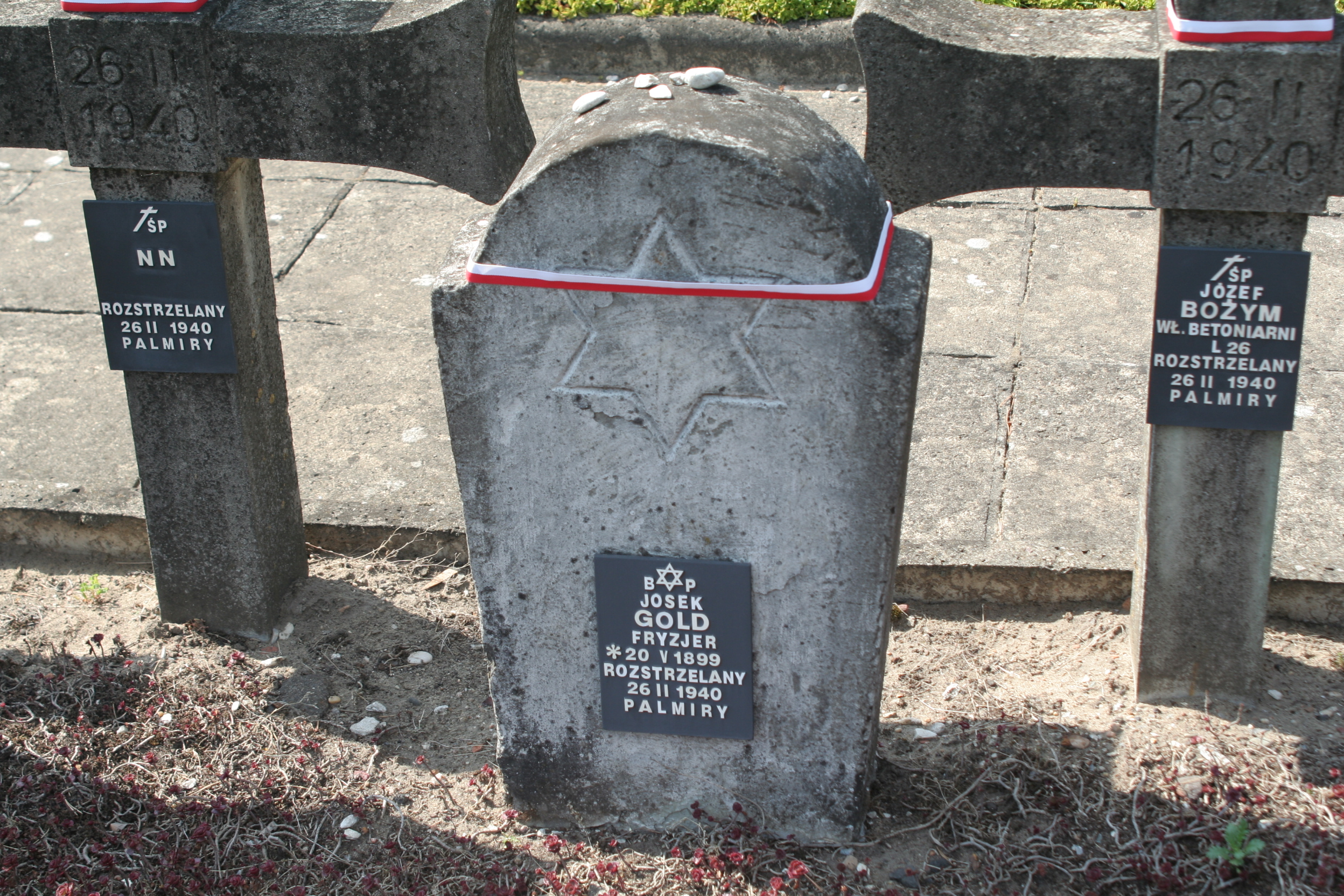
Řadový hrob
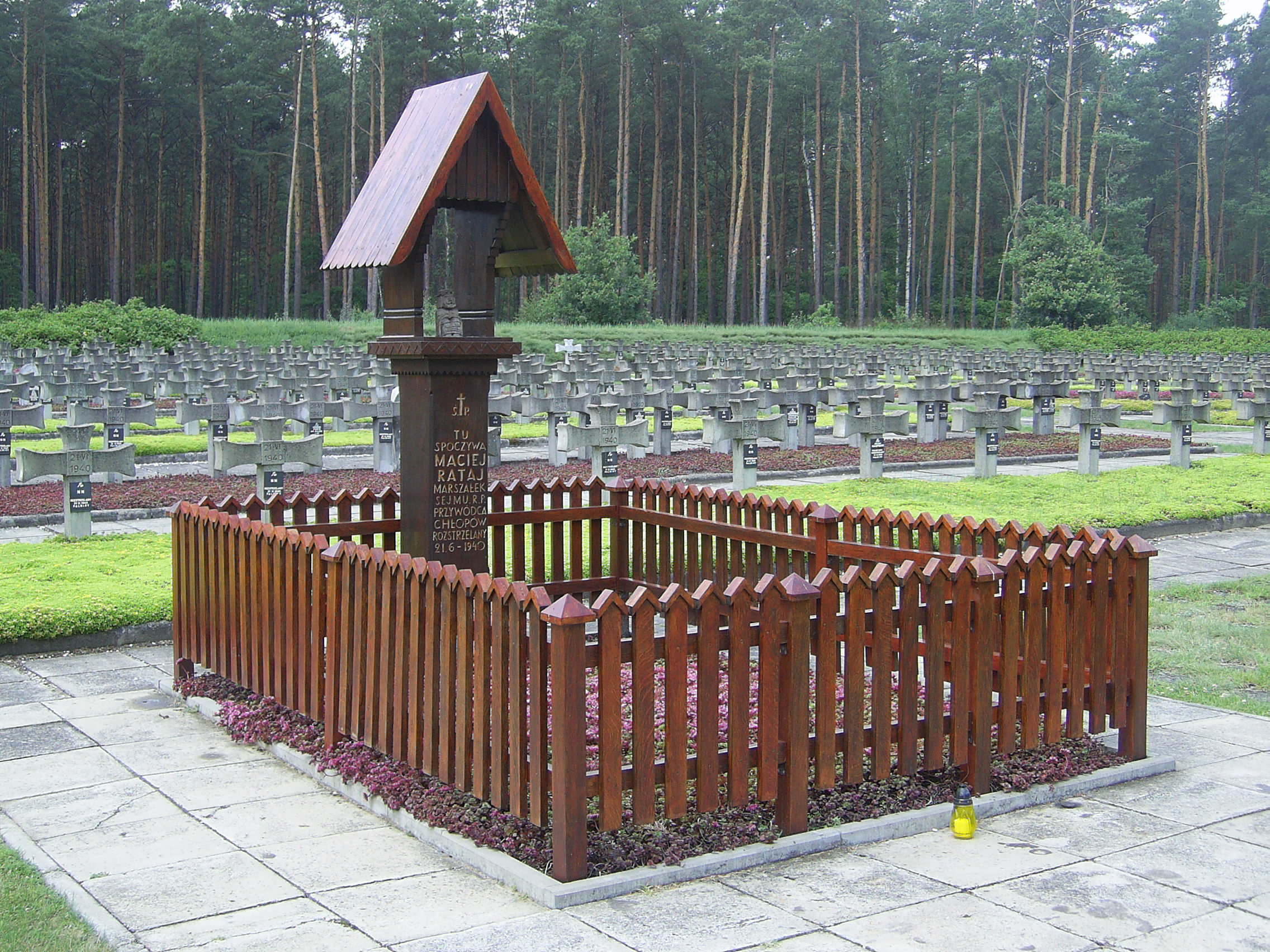
Hrob Macieje Rataje
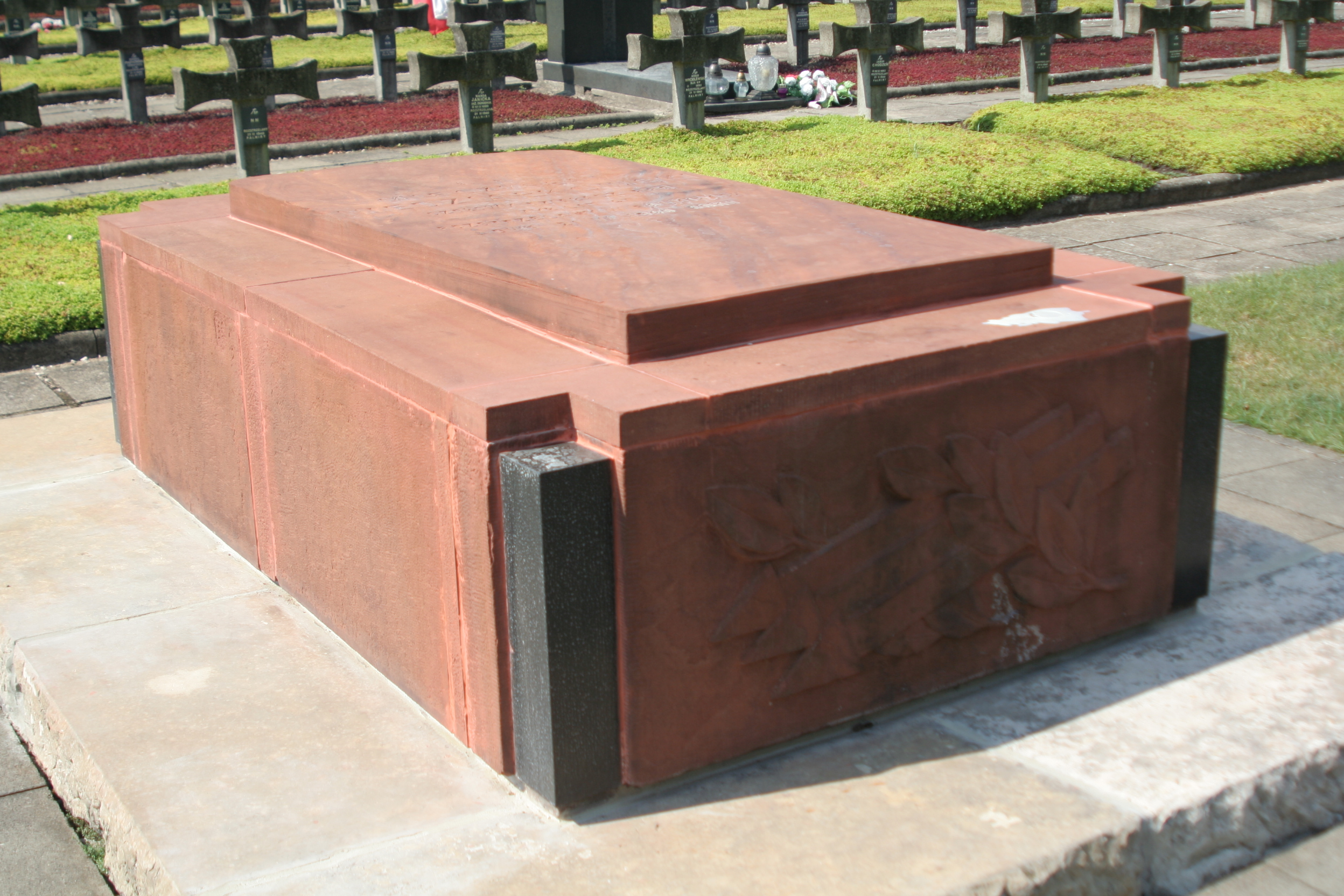
Hrob Mieczysława Niedziałkowskeho
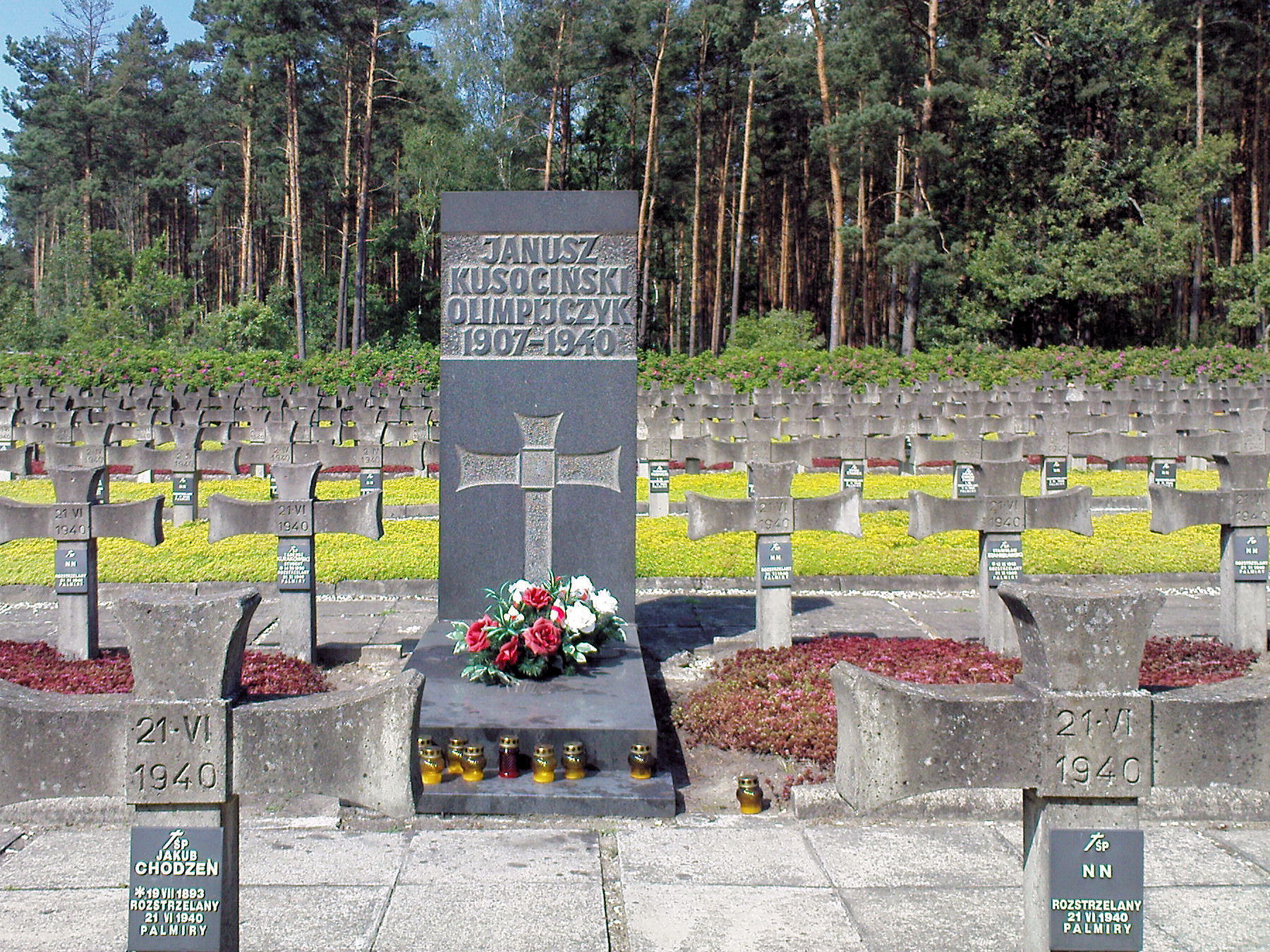
Hrob Janusze Kusocińskeho
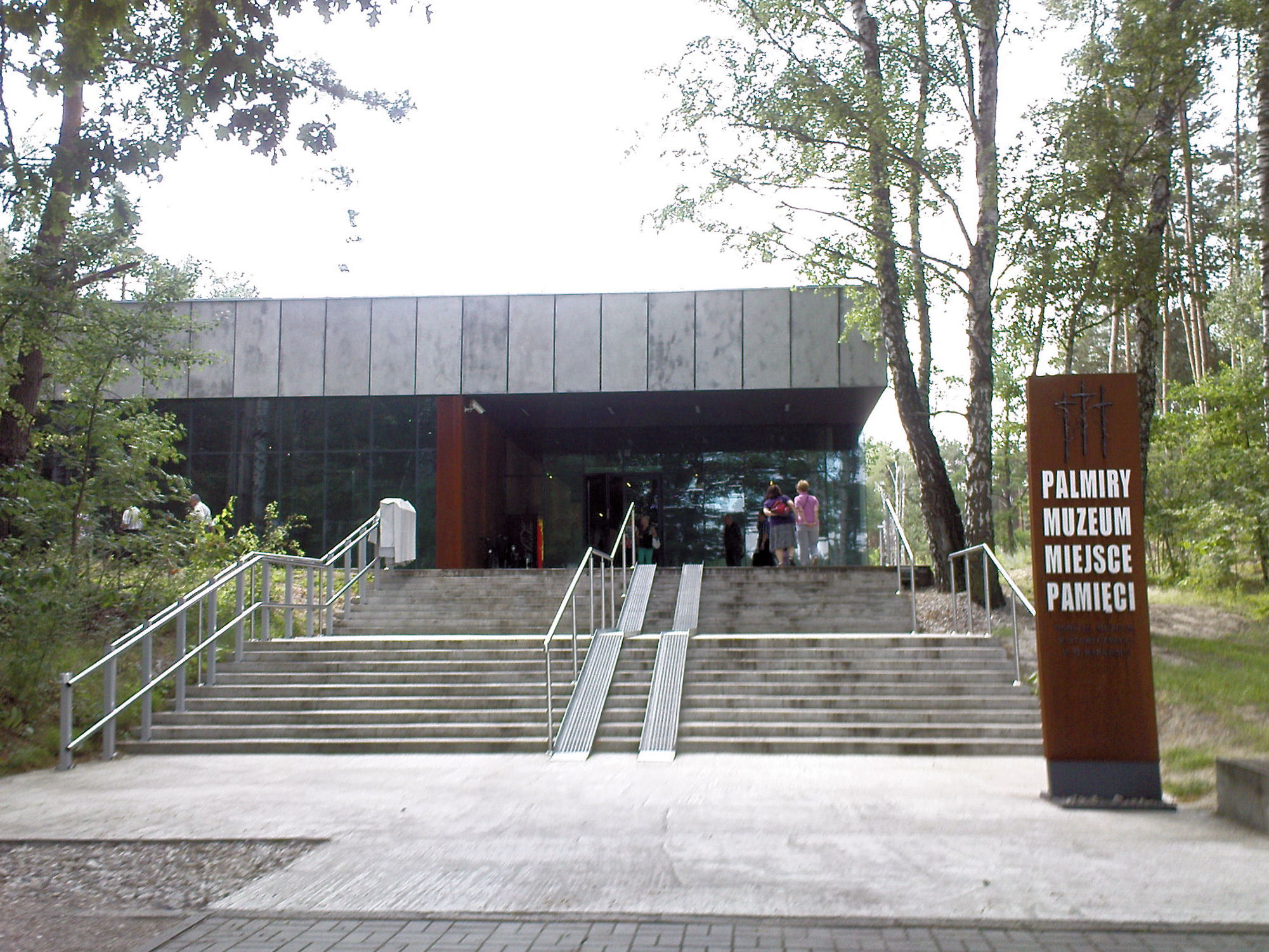
Muzeum masakru v Palmirách